# Georges Condominas
Georges Condominas (29. června 1921 v Haiphongu - 17. července 2011 v Paříži) byl francouzský etnograf a etnolog, zabývající se především tradičními společnostmi v oblasti jihovýchodní Asie.
Upozornil na sebe zejména studiemi o Mnonzích, etniku žijícím ve středním Vietnamu. Jeho kniha Nous avons mangé la forêt (Snědli jsme les, 1957) je dodnes považována za jedno z nejpodnětnějších děl etnografické literatury, napsal ji jako kroniku svého delšího pobytu mezi Mnongy. Ve své době sklidila značný ohlas, Claude Lévi-Strauss po jejím přečtení nazval Condominase "Proustem etnologie".